# Великий Ік (притока Ая)
Великий Ік (рос. Большой Ик, башк. Оло Ыҡ; у верхів'ях Малий Ік) — річка, що протікає по території Башкортостану та Челябінської області Росії. Права притока річки Ай.
Довжина річки — 108 км. Площа водозбірного басейну — 1460 км². Загальне падіння — 260 м.